# Charneux (Herve)
 (juin 2020).
Si vous disposez d'ouvrages ou d'articles de référence ou si vous connaissez des sites web de qualité traitant du thème abordé ici, merci de compléter l'article en donnant les références utiles à sa vérifiabilité et en les liant à la section « Notes et références ».
Charneux, en wallon Tchârneû ou rarement Tchårnoe-dlé-Heve, est une section de la ville belge de Herve, située en Wallonie dans la province de Liège.
C'était une commune à part entière avant la fusion des communes de 1977.

## Étymologie
Le toponyme Charneux désigne un lieu où foisonnent les charmes : Charmaie.

## Géographie
Charneux se situe sur l'interfluve du ruisseau de Monti et du ruisseau de la Voie Del Haisse. La Voie Del Haisse est un affluent du Monti et le Monti est un affluent du ruisseau de Rosmel. 
Le village se situe à une altitude moyenne de 230 mètres. Il a une superficie de 1443 hectares, et comprend les hameaux et dépendances suivants : Renouprez, Warrimont, Wadeleux, Val-Dieu, Neuf-Moulin, Larbuisson, Bouxhmont, Asse, Cerfontaine, , Champiomont, Privot, Fastré, Sironval, Faweux, Try, Vivier, Houyeux, Mirance, Monty, Bois-de-Halleux.

### Quelques lieux-dits
Bouxhmont, Garde-Dieu, Gros Oneux, Halleux, Haméval, Haut-vent, Holliguette, Les Fawes, La Fontaine, La Haisse, Monty, Houyeux, Rossenfosse, Renouprez, Sironval, Trou Spineux, Wadeleux.

## Évolution démographique
- Sources : INS, Rem. : 1831 jusqu'en 1970 = recensements, 1976 = nombre d'habitants au 31 décembre.

## Monuments
- Église Saint-Sébastien.
- Croix de Charneux (nl)

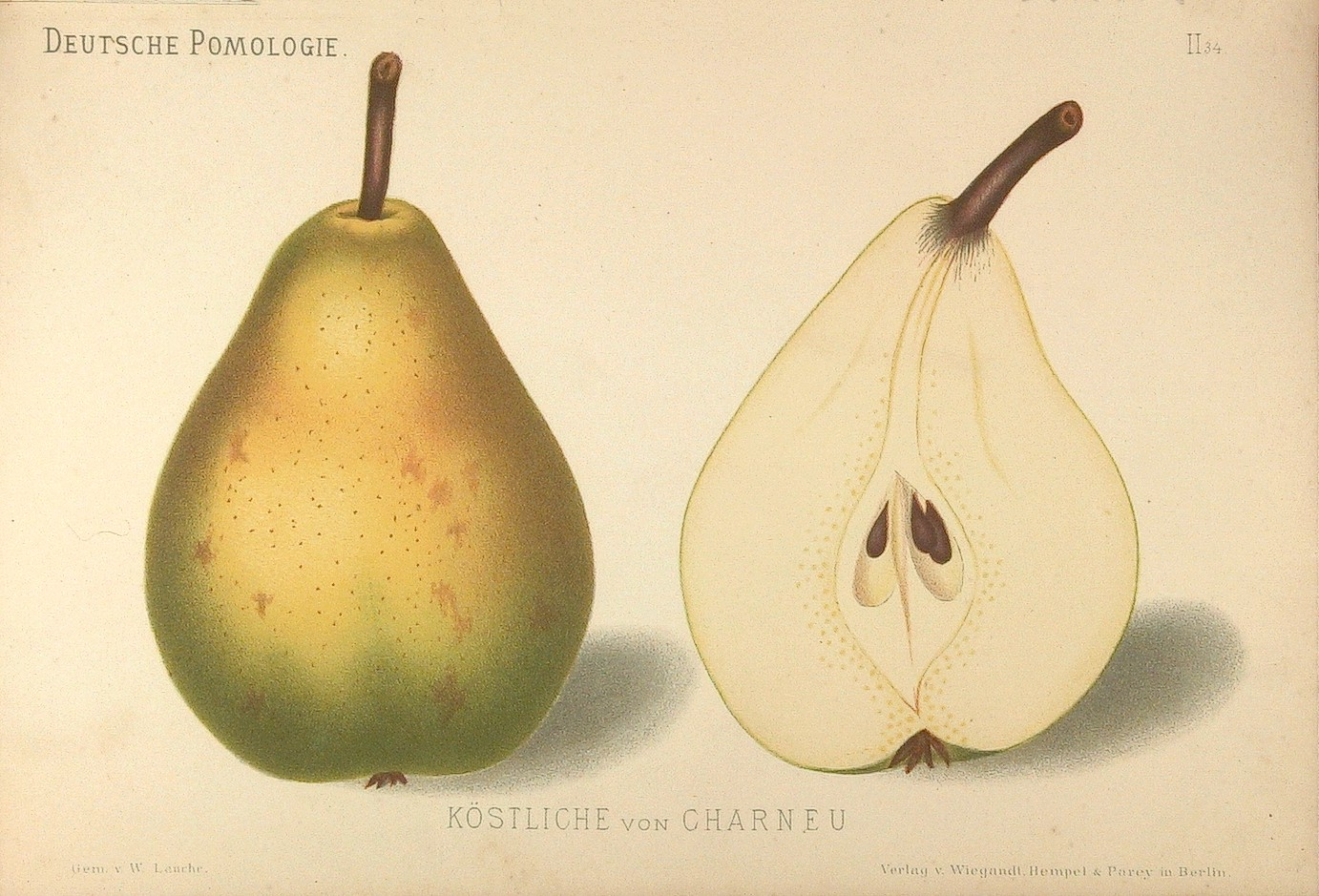
Poire fondante de Charneux

- Château et ferme de Haméval (1588)